# تعامل ذاتي
التعامل الذاتي هو سلوك الوصي أو المحامي أو مسؤول الشركة أو أي جهة ائتمانية أخرى تتكون من الاستفادة من منصبهم في المعاملة والتصرف لصالحهم بدلاً من مصالح المستفيدين من الأمانة أو المساهمين في الشركات، أو عملائهم. وفقا للعالم السياسي أندرو ستارك، «في التعامل الذاتي، فإن الدور الرسمي لحامل المنصب يسمح لها بالتأثير على واحد أو أكثر من مصالحها الشخصية.» وهو شكل من أشكال تضارب المصالح.
قد ينطوي التعامل الذاتي على التملك غير المشروع أو اغتصاب أصول الشركة أو فرصها. يعرّف علماء السياسة كين كيرناغان وجون لانجفورد التعامل الذاتي على أنه «موقف يقوم فيه المرء بعمل بصفته الرسمية التي تنطوي على التعامل مع نفسه بصفته الخاصة والتي تجلب منفعة لنفسه».